# Fellaga
Pour l’article ayant un titre homophone, voir Fellag.
Fellaga ou fellagha (arabe : الفلاقة) est un terme utilisé pour désigner un combattant algérien, marocain ou tunisien, entré en lutte pour l'indépendance de son pays entre 1952 et 1962, qui faisait alors partie intégrante du territoire français ou d'un protectorat.

## Étymologie
Le terme fellaga (فلاقة), pluriel de fellag (فلاق), désigne traditionnellement au Maghreb un « bandit de grand chemin ». Il correspond au mot de l'arabe littéral signifiant « pourfendeur » ou « casseur de têtes ».
Le mot, qui a un sens péjoratif en arabe, désigne plus précisément, dans le contexte de la guerre d'Algérie des bandes armées qui incluent le plus souvent des partisans armés de l'indépendance de l'Algérie, y compris des combattants armés liés au FLN ou des membres armés de l'ALN ou du MNA.
Le mot était également remplacé, dans l'argot militaire ou colonial, par celui de fellouze, ou abrégé en fell ou fel.

## Fellagas
- Colonel Amirouche
- Lazhar Chraïti
- Mohamed Daghbaji
- Mosbah Jarbou
- Ali la Pointe

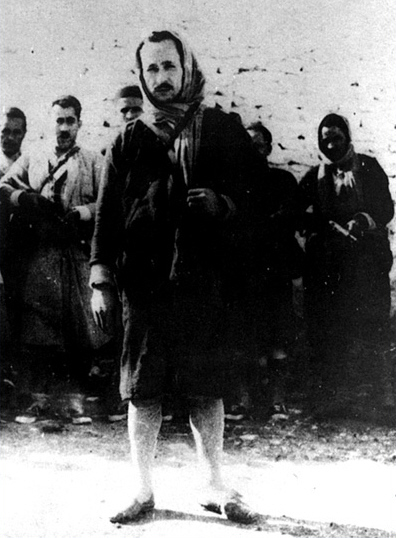
Hassen Abdelaziz, chef des fellagas du Sahel tunisien.
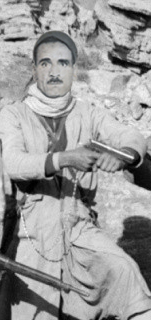
Fellaga du Sahel tunisien.
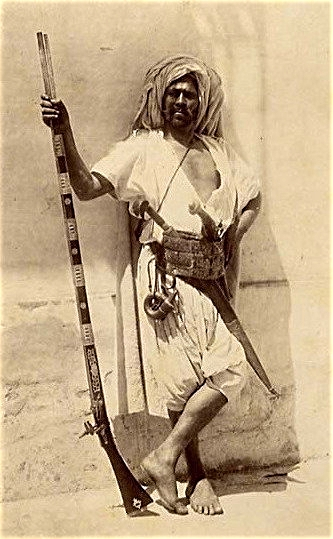
Fellaga tunisien exhibant ses armes.

## Filmographie
- Les Fellagas, long métrage d'Omar Khlifi, 1970.
- L'Opium et le Bâton, long métrage d'Ahmed Rachedi, 1971 (adapté du roman de même titre).